# Grand Prix Hassan II 1993
Il Grand Prix Hassan II 1993  è stato un torneo di tennis giocato sulla terra rossa.
È stata la 9ª edizione del Grand Prix Hassan II,
che fa parte della categoria World Series nell'ambito dell'ATP Tour 1993.
Si è giocato al Complexe Al Amal di Casablanca in Marocco, dal 15 al 22 marzo 1993.

## Campioni

### Singolare
Guillermo Pérez Roldán ha battuto in finale  Younes El Aynaoui con il punteggio di 6–4, 6–3

### Doppio
Mike Bauer /  Piet Norval hanno battuto in finale  Ģirts Dzelde /  Goran Prpić con il punteggio di 7–5, 7–6